# Цецзыхэ
Цецзыхэ́ (кит. упр. 茄子河, пиньинь Qiézihé) — район городского подчинения городского округа Цитайхэ провинции Хэйлунцзян (КНР). Район назван по протекающей по его территории реке Цецзыхэ.

## История
Во времена Китайской республики эти земли входили в состав уезда Боли (勃利县). В марте 1956 года была создана волость Цецзыхэ (茄子河乡). В 1970 эти земли они вошли в состав городского уезда Цитайхэ (七台河市). В 1983 году городской уезд Цитайхэ был поднят в статусе до городского округа, а 20 января 1984 года в его составе из части бывших городских земель и части бывших земель уезда Баоцин (宝清县) был образован район Цецзыхэ.

## Административное деление
Район Цецзыхэ делится на 5 уличных комитетов, 2 посёлка и 2 волости.
| № | Название   | Название (кит.) | Статус          | Население чел. (2010) | На карте                         |
| - | ---------- | --------------- | --------------- | --------------------- | -------------------------------- |
| 1 | Цецзыхэ    | 茄子河镇        | поселок         | 27256                 | 46°02′24″ с. ш. 131°38′14″ в. д. |
| 2 | Тешань     | 铁山乡          | волость         | 22224                 | 45°44′49″ с. ш. 131°10′34″ в. д. |
| 3 | Дунфэн     | 东风街道办事处  | уличный комитет | 22120                 | 45°46′38″ с. ш. 131°03′32″ в. д. |
| 4 | Хунвэй     | 宏伟镇          | поселок         | 20164                 | 46°02′24″ с. ш. 131°38′14″ в. д. |
| 5 | Синьфу     | 新富街道办事处  | уличный комитет | 16375                 | 45°46′38″ с. ш. 131°03′32″ в. д. |
| 6 | Чжунсиньхэ | 中心河乡        | волость         | 15990                 | 45°48′18″ с. ш. 131°12′32″ в. д. |
| 7 | Фуцян      | 富强街道办事处  | уличный комитет | 14006                 | 45°46′38″ с. ш. 131°03′32″ в. д. |
| 8 | Лунху      | 龙湖街道办事处  | уличный комитет | 9327                  | 45°46′38″ с. ш. 131°03′32″ в. д. |
| 9 | Сянъян     | 向阳街道办事处  | уличный комитет | 6464                  | 45°46′38″ с. ш. 131°03′32″ в. д. |

## Соседние административные единицы
Район Цецзыхэ на западе граничит с районом Синьсин, на северо-западе — с уездом Боли, на юге и востоке — с городским округом Цзиси, на севере — с городским округом Шуанъяшань.